# Hermanos Abdullah
Los hermanos Abdullah (en turco, Abdullah Biraderler) fueron un grupo de tres hermanos otomanos de ascendencia armenia: Vichen Abdullahyan (1820-1902), Hovsep Abdullahyan (1830-1908) y Kevork Abdullahyan (1839-1918), fotógrafos de fama internacional durante el Imperio Otomano tardío. Tomaron fotografías de paisajes y personajes ilustres, incluyendo sultanes. La mayoría de sus fotografías se tomaron en el Imperio Otomano.
Vichen (posteriormente conocido como Abdullah Şükrü tras convertirse al islam) comenzó su carrera fotográfica retocando fotos para un fotógrafo llamado Rabach, que había abierto su estudio fotográfico en 1856 en el distrito de Bayezid de Constantinopla. En 1858, cuando el hermano menor de Vichen, Kevork, regresó de sus estudios en el Moorat-Raphael College de Venecia, ellos y otro hermano, Hovsep, decidieron hacerse cargo del estudio fotográfico de Rabach y abrir el suyo propio, llamado Abdullah Frères. En 1867, vendieron su tienda en Beyazid y se mudaron a una ubicación más favorable en Pera. Posteriormente, los Abdullah se convirtieron en unos de los fotógrafos más famosos del Imperio otomano. En 1863, el sultán Abdulaziz declaró a los hermanos Abdullah fotógrafos oficiales de la corte y artistas destacados de la ciudad, un epíteto que utilizaron hasta el cierre de la tienda en 1899. En 1886, a petición del Jedive en Egipto, abrieron una sucursal en El Cairo.
A lo largo de su dilatada carrera, los hermanos Abdullah fotografiaron numerosos sultanes otomanos, estadistas otomanos como Ibrahim Edhem Pasha y Osman Nuri Pasha, figuras internacionales como Mark Twain, vistas panorámicas y más.
Existen varias colecciones de fotografías de los hermanos Abdullah en todo el mundo, incluyendo amplio material en el archivo personal de Alexandra C. Vovolini.